# Новоивановский 2-й
Новоива́новский 2-й — посёлок в Чебулинском районе Кемеровской области. Входит в состав Ивановского сельского поселения.

## География
Центральная часть населённого пункта расположена на высоте 176 м над уровнем моря.

## Население
| 2002 | 2010 |
| ---- | ---- |
| 67   | ↗69  |

## Улицы
В посёлке имеется одна улица: Весенняя.